# Grønlands Boldspil-Union
De Grønlands Boldspil-Union (GBU) (Groenlands: Kalaallit Nunaanni Isikkamik Arsaattartut Kattuffiat; Nederlands: Groenlandse voetbalbond) is de voetbalbond van Groenland. De GBU is opgericht op 4 juli 1971. Het leidt onder meer het Groenlands voetbalelftal.
Groenland is geen lid van de FIFA (2024) en kan dus niet op een WK uitkomen. In aanvulling op de FIFA, is Groenland ook geen lid van de CONCACAF of UEFA. Dit komt omdat Groenland geen grasveld kan houden vanwege de permafrost die Groenland omhult. Na de toetreding van Gibraltar als lid van de UEFA, kan Groenland de volgende zijn om te proberen lid te worden.
Voetbal is de populairste sport in Groenland met ongeveer 5.500 spelers. De Groenlandse voetbalbond werd gestart in 1971 en zij hebben hun kantoor in de hoofdstad Nuuk. De voorzitter van GBU is Kenneth Kleist. In Groenland kan voetbal meestal buiten worden gespeeld vanaf eind mei tot half september, met het zuiden van Groenland dat in staat is om langer te spelen dan het noorden. In eerste instantie waren alle voetbalvelden zand- of grindvelden, wat de kwaliteit van het voetbal dat gespeeld kon worden beperkte. Veel velden werden echter geüpgraded als onderdeel van het FIFA Goal Program, wat de aanleg van meerdere kunstgrasvelden mogelijk maakte. Veel steden hebben overdekte hallen waar de voetballers van oktober tot april in de zaal spelen.
Het Groenlandse voetbalkampioenschap heet Grønlandsmesterskab i fodbold.